# George Osborne, VI duca di Leeds
George Osborne, VI duca di Leeds (Londra, 21 luglio 1775 – Londra, 10 luglio 1838), è stato un politico inglese.

## Biografia
Nacque a Londra, figlio primogenito di Francis Osborne, V duca di Leeds, e della sua prima moglie, Lady Amelia Darcy, figlia di Robert Darcy, IV conte di Holderness. Nel gennaio del 1784, all'età di otto anni, divenne XIII Barone Darcy de Knayth e X Barone Conyers alla morte prematura di sua madre. Nel 1799 successe al padre al ducato di Leeds.

### Carriera politica
Fu nominato Lord Luogotenente del North Riding of Yorkshire nel 1802, incarico che mantenne fino alla morte. Nel maggio 1827 entrò nel governo di George Canning come Magister equitum. Fu un membro del Consiglio privato, nel 1827, e nello stesso anno fu nominato Cavaliere della Giarrettiera.

## Matrimonio
Il 17 agosto 1797, sposò Charlotte Townshend, figlia di George Townshend, I marchese Townshend. Ebbero tre figli:
- Francis Godolphin Osborne, VII duca di Leeds (1798-1859);
- Lady Georgiana Charlotte Mary Anne Osborne (1806-1836), sposò Sackville Lane-Fox ed ebbe figli;
- Lord Conyers George Thomas William Osborne (1812-1831).

## Morte
Morì a Londra nel luglio del 1838. La duchessa di Leeds morì nel luglio del 1856 all'età di 80 anni.